# Awne Etan
Awne Etan (hebr. אבני איתן) – moszaw położony w samorządzie regionu Golan, w Dystrykcie Północnym, w Izraelu.
Leży w południowym krańcu Wzgórz Golan.

## Historia
Moszaw został założony w 1973 w hołdzie sześciu izraelskim żołnierzom, którzy zginęli w bitwie podczas wojny Jom Kipur.

## Gospodarka
Gospodarka moszawu opiera się na intensywnym rolnictwie.